# Caprella microtuberculata
Caprella microtuberculata är en kräftdjursart. Caprella microtuberculata ingår i släktet Caprella och familjen Caprellidae. Inga underarter finns listade i Catalogue of Life.